# Прапор Бахмача
Пра́пор Ба́хмача затверджений рішенням Бахмацької міської ради.

## Опис
Прапор Бахмача являє собою полотно прямокутної форми, довжиною і висотою (шириною) у співвідношенні 2:1, поділене по вертикалі на три рівні частини.
Центральна частина — жовтого кольору. Ліва — синього. Права — зеленого.
На центральній частині, жовтому полі — ½ зображення герба міста Бахмача.
Символіка кольорів така:
- Синій — чисте небо як уособлення миру та спокою.
- Жовтий — пшеничне поле як уособлення достатку.
- Зелений — уособлення зеленої землі.